# 呼唤少女
呼唤少女（英文译名：Call Up·Girls），是由中国大陆动画工作室四次方工作室制作的动画作品，改编自同名漫画，播出时间待定。

## 简介
故事设定于一所普通的高中，叶曦作为一名普通的女高中生，毫无特长成绩也差，直到遇见了有着服装设计爱好的李照，叶曦开始对服装设计感兴趣，故事也就围绕叶曦，李照以及她们的好朋友展开。

## 主要角色
叶曦（配音：金娜）
生日：3月6日
喜欢：朋友、烹饪
讨厌：黑暗、恐怖电 影、孤独
高中生一年级一班，个性天然呆，性格温温柔柔的。性格比较胆小懦弱，决心在高中改变自己。
由于经常帮做家务，练就一手好厨艺。擅长察言观色，会照顾他人情绪。
成绩平平，运动也不见长。两个字总结就是：普通。
李照
生日：12月29日
喜欢：服装设计、运动
讨厌：懒惰、苦的食物
高中一年级二班，个性稳重人看起来有些凶，被人感谢表扬会开心却不承认，梦想是成为服装设计师。
从小开始学习服装设计，平时会一个呆在服装设计部很久，没有什么朋友。面对事情不会犹豫，果断出击。
意外的讨厌苦的食物，对学习有些苦手。

白小桃（配音：多多）
生日：7月24日
喜欢：游戏、追剧、跑步、跳舞唱歌、八卦
讨厌：学习、孙芝雅毒舌、被孙芝雅教功课
高中一年级一班，个性开朗活泼，究极的元气少女。气势不输任何人但有时脑筋不太灵光，口头禅是“我是要做大明星的人！”
擅长美术、音乐和体育，柔弱外表下意外地很有力气。经常又唱又跳所以怎么吃都吃不胖。
恋爱脑重症患者，看见任何东西都能脑补出一段恋爱故事
孙芝雅（配音：宴宁）
生日：11月11日
喜欢：编程、发明、叶曦做的饭
讨厌：聒噪、教白小桃功课、等白小桃出门
高中一年级一班，个性冷静且有很强的思维能力。智商高超，擅长所有科目但运动神经很差，不稔人情世故，说话直戳要害本人却察觉不到丝毫，KY系代表。
喜欢吃叶曦做的饭菜和甜品，还喜欢晚上埋在被窝里看恐怖游戏直播。教科书一发下来就整本自学完，考试前夕修仙也照样能考年级第一。

## 制作团队
导演：邓小冰
制片人：刘伟源
编剧：六五一
原作：天萌台（连载于快看漫画）
主题曲演唱：Hanser
播出时间：待定
动画制作：四次方动画
主题曲制作：永夜蛰居_TokoyoP